# Johana Peřková
Johana Peřková (21. května 1703 Suchdol nad Lužnicí – 1745), také známá jako Kateřina Peřková, byla zlodějka působící převážně v jihočeském regionu v první polovině 18. století.

## Narození a rodina
Johana Peřková se narodila 21. května 1703 v jihočeské vsi Suchdol nad Lužnicí jako nejmladší dcera Václava a Lidmily Peřkových na Zlamkolově gruntě.

## Literární zpracování
Mladé zlodějce se podařilo několikrát dostat i na stránky odborných publikací. Jejího života si poprvé všiml v roce 2004 ve své diplomové práci jihočeský historik Jaroslav Dibelka. Dalšího zpracování se dočkala o tři roky později, když ji tentýž autor věnoval samostatný článek v ediční řadě Opera Historica. Rok na to se objevila na stránkách knihy historika Jaroslava Čechury, který jí věnoval samostatnou kapitolu. V březnu 2015 pak vyšla kniha s titulem Neklidný život obyčejné ženy s podtitulem Johana Peřková (1703–1745), která je opět dílem Jaroslava Čechury. Oba historici se vůči sobě několikrát veřejně vymezili, nejvýrazněji když Jaroslav Čechura nařkl Jaroslava Dibelku z plagiátorství, ten zas toto chování označil za cílenou propagaci zmíněné knihy. Spor dosud není ukončen.